# Edward Herbert Thompson
Edward Herbert Thompson (født 28. september 1857, død 11. maj 1935) var en amerikansk arkæolog, som studerede mayaernes civilisationer og udgravede byer og religiøse bygningsværker i Chichen Itza på Yucatán-halvøen.